# Фарн (Южная Осетия)
Фарн (осет. Фæрн), ранее Недлат (осет. Недлат, груз. ნედლათი — Недлати) — село в Закавказье. Находится в  Знаурском районе Южной Осетии, фактически контролирующей село; согласно административно-территориальному делению Грузии — в Карельском муниципалитете.

## География
Расположено на реке Проне Средняя в центре Знаурского района к северу от райцентра Знаур и к югу от села Алхасен (Ахалшени).

## Население
По переписи 1989 года из 291 жителей грузины составили 59 % (175 чел.), осетины — 41 % (116 чел.). Затем, после событий начала 1990-х гг., село в основном опустело за счёт осетин, основным населением стали преимущественно грузины.

## Топографические карты
- Лист карты K-38-64 Цхинвали. Масштаб: 1 : 100 000. Состояние местности на 1987 год. Издание 1989 г.